# Ima szugu Kiss Me
Az Ima szugu Kiss Me (今すぐKiss Me; Hepburn: Ima Sugu Kiss Me, ’Csókolj meg most azonnal!’) a Lindberg japán rockegyüttes második kislemeze, mely 1990. február 7-én jelent meg a Tokuma Japan Communications kiadó gondozásában.

## Háttér
A dalt a Fuji TV Szekai de icsiban kimi ga szuki című doramasorozatának nyitófőcímdalaként volt hallható annak 1990 januárja és márciusa közötti adásidejében. Az Ima szugu Kiss Me összesen három hetet töltött el a japán Oricon heti eladási listájának az élén, a márciusi havi listán is az élen végezett, illetve az 1990-es évi összesített listán is a harmadik helyet érte el, ezzel a Lindberg első és egyben legnagyobb sikerét elérve. A címadó szám az együttes Lindberg III című stúdióalbumán kapott helyet, ami szintén az eladási listák élén nyitott. A Step in Now című B oldalas szám az 1989 áprilisában megjelent Lindberg I című soralbumról lett kimásolva. A dal a Lindberg XX albumra felkerült huszadik évfordulós változata az NHK Konkacu rikacu doramasorozatának a nyitófőcím dalaként is hallható volt.

## Számlista
1. Ima szugu Kiss Me (今すぐKiss Me?) (3:32)
  - Dalszöveg: Aszano Mijuki, zene: Hirakava Tacuja, hangszerelés: Inoue Tacuhito
2. STEP IN NOW (4:06)
  - Dalszöveg: Aszano Mijuki, zene: Inoue Tacuhito, hangszerelés: Lindberg, Inoue Tacuhito

## Albumszereplések
A dal a következő Lindberg-albumokra került fel:
- Lindberg III (Album Version)
- Flight Recorder 1989-1992 (’92 New Version)
- Singles: Flight Recorder II
- Best: Flight Recorder III (’92 New Version)
- Final Best  (’92 New Version)
- Flight Recorder: Final Memories (’02 New Version)
- Golden Best: Lindberg Early Flight
- Lindberg XX  (20th ’09 Version)

## Feldolgozások
- 2008
  - Hirata Juka (a Koi no Dial 6700 című kislemezen)
  - Salon (a My Time című albumon)
  - Mi (az I Love Music: Mi Best Collection című albumon)
- 2009
  - merry merry Boo (a hasonló című digitális kislemezen)
  - Mijosida Luna (a Ska Flavor#2 című albumon)
- 2010
  - Hirosze Kómi (a Drama Songs című albumon)
  - Jurian Beat Crisis (a Jurian Beat Crisis című albumon)
- 2011
  - Nakagava Sóko (a Sokotan Cover 4 című középlemezen, a dalt Vatasze Makival közösen az FNS kajószain is előadták)
- 2015
  - Against the Current (a Gravity című középlemezen, angol dalszöveggel)